# Tiarno di Sopra
Tiarno di Sopra é uma comuna italiana da região do Trentino-Alto Ádige, província de Trento, com cerca de 976 habitantes. Estende-se por uma área de 38 km², tendo uma densidade populacional de 26 hab/km². Faz fronteira com Condino, Bezzecca, Cimego, Tiarno di Sotto, Storo, Molina di Ledro, Tremosine (BS), Bondone, Magasa (BS).